# Le Cellier
 Le Cellier  es una población y comuna francesa, situada en la región de Países del Loira, departamento de Loira Atlántico, en el distrito de Ancenis y cantón de Ligné.

## Demografía
| 1836 | 1844 | 2035 | 2681 | 3139 | 3448 |
| Para los censos de 1962 a 1999 la población legal corresponde a la población sin duplicidades (Fuente: INSEE [Consultar]) |      |      |      |      |      |